# Zene – Mindenki másképp csinálja
Zene – Mindenki másképp csinálja (Glazba - Svatko ju radi drugačije) je Locomotiv GT-ov album objavljen 1977. Na njemu je prvi puta s grupom svirao János Solti, te je tako uobličena konačna postava benda.

## Pjsme na albumu
1. A rádió (Radio) (Gábor Presser – Dusán Sztevanovity) – 6:08
2. Egy elkésett dal (S. R. emlékére) (Zakašnjela pjesma (u sjećanje na R. S.)) (Gábor Presser – Dusán Sztevanovity – Gábor Presser) – 5:53
3. Jóbarátok vagyunk (Mi smo dobri prijatelji) (Gábor Presser) – 3:10
4. A hajnal (Zora) (Tamás Somló) – 1:15
5. Engedj el (Pusti me) (János Karácsony – Dusán Sztevanovity) – 3:51
6. Mindenki másképp csinálja (Svatko to radi drugačije) (Gábor Presser – Dusán Sztevanovity) – 6:22
7. Visszatérés (Povratak) (Tamás Somló – Dusán Sztevanovity) – 5:55
8. Aquincumi séta (Aquincumska šetnja) (János Karácsony) – 1:20
9. Boogie a zongorán (Boogie na klaviru) (Tamás Somló – Dusán Sztevanovity) – 3:49
10. A búcsú (Oproštaj) (Gábor Presser – Dusán Sztevanovity) – 3:10

## Suradnici
- János Karácsony – vokal, električna i akustična gitara, udaraljke
- Gábor Presser – vokal, Yamaha i Fender klavir, clavinet, harmonika, Hohner-strings, ARP AXXE, udaraljke
- János Solti – bubnjevi, udaraljke
- Tamás Somló – vokal, bas-gitara, alt i sopransaksofon, chromonica, udaraljke
- Dusán Sztevanovity – tekstovi pjesama
- Ferenc Demjén – vokal
- Zorán Sztevanovity – vokal
- László Dés – saksofon
- István Bergendy – saksofon
- Károly Friedrich – trombon
- László Gőz – trombon
- Endre Sipos – truba
- Gyula Bellai – rog
- László Balogh – rog
- László Mészáros – rog

### Produkcija
- György Kovács – ton-majstor
- Géza Pintér – tehničar zvuka
- Gábor Presser – glazbeni voditelj
- Péter Péterdi – glazbeni urednik
- György Hegedüs – fotografije
- András Harmati – grafika

## Vanjske poveznice
- Informacije na službenoj stranici LGT-a  Arhivirana inačica izvorne stranice od 15. lipnja 2007. (Wayback Machine)
- Informacije na Hungarotonovoj stranici  Arhivirana inačica izvorne stranice od 19. studenoga 2005. (Wayback Machine)